# 九里学園高等学校
九里学園高等学校（くのりがくえんこうとうがっこう）は、山形県米沢市にある私立高等学校。1901年に九里裁縫女学校が『九里とみ』によって、女性としての徳と社会で役に立つ技能を身につけさせる教育を建学の精神として創設された。後に九里女学校、米沢女子高等学校と名前を変えている。現在は男女共学となっている。
埼玉県さいたま市で浦和大学、浦和実業学園中学校・高等学校等を運営する学校法人九里学園とは関係ない。

## 設置学科
- 全日制課程
  - 普通科

## コース
- プログレスコース - プログレスコースは、国公立大学や私立難関と言われる大学を目標にしたコース。男女共同の唯一のクラスで、学年に1クラスである。生徒数は例年少人数で多くても10数名程度だが、その分きめ細やかな指導を受けることができる。近年では地元や近隣県の国公立大学やMARCHクラスの私大への進学者も増えてきている。
- ユニバーサルコース - ユニバーサルコースは様々な進路へ道がひらけていて、就職はもちろん、専門学校や大学へも進める。男子クラス、女子クラスと分かれている。一年次は一般的な授業だが、二年次からは授業選択制により、CGや家庭看護、情報処理、簿記など様々な授業が受けられる。資格も多様に取得可能、ホームヘルパー2級や情報処理検定、簿記2級、被服製作技術2級等。なお、大学のように一人一人の時間割りが違うため、同じクラスであっても、授業ごとに移動先が異なる。また、大学進学を視野に入れた授業もあるため、大学進学も十分可能。就職においては県内のみならず県外にも強く、学校の公式ホームページによれば県一の就職率を誇っている。

## 沿革
- 1901年 - 県知事から認可され、米沢市越後番匠町に民家を借り生徒62名、職員6名で九里裁縫女学校が発足。
- 1903年 - 校舎を門東町に移転新築し、寄宿舎を置いた。
- 1917年 - 市内代官町から出火した本市空前の大火事によって、本校も消失。仮教室等を寺などに設け授業した。
- 1917年 - 新校舎が落成し、授業は正常にもどった。
- 1934年 - 本校から火災が発生。校舎のほとんどが消失。
- 1943年 - 九里とみが教育功労者として藍綬褒章を受章。
- 1944年 - 戦時の国家要請によって米沢女子商業学校となった。
- 1947年 - 戦後の学制改革により米沢女子中学校を併置し、米沢女子高等学校となった。
- 1953年 - 米沢女子中学校廃校。
- 1961年 - 60周年記念事業で、九里とみの銅像を樹立。製作者三坂耿一郎
- 1979年 - 九里幼稚園設立
- 1996年 - 青少年育成国民会議より社会参加活動に対する表彰をうけた。
- 1997年 - 校舎が国の登録有形文化財に登録。
- 1999年 - 新校舎が完成。男子生徒が入学し、九里学園高等学校となる。
- 2006年 - 105周年を迎える。
- 2011年 - 110周年を迎える。
- 2013年 - 野球部が創部以来、初となる県2位を果たす。

## 主な行事
九里は行事にも力を入れている。また、ほとんどが生徒が主体となって企画運営している。
- 4月
  - 入学式
手伝い生徒と数人の先生が準備を行う。特に生徒が主体となって準備を進める。
  - 宿泊ホームルーム
入学したばかりの1年生に、互いに仲良くなってもらうことを目的とした1泊2日の行事。また、3年生の宿泊ホームルームリーダーが、校歌練習の指導や宿泊ホームルームで1年生を引っ張る役割を担う。
- 5月
  - 1年男子上杉祭り武者行列
川中島の戦いに参加。
- 6月
  - 学年行事
各学年ごと2日間学校を離れ活動する。1年生は学校林へ桜の木を植えたり、創設者九里とみの歩いた道、20キロを歩いたりする。2年は登山。3年は、クラスごと行くコースを考え、山形の庄内地方へ旅行。
  - 読書会
読書の楽しみを知ってもらうのが目的で、図書委員会主催で行われる。クラスで本を選び、読書会までに本を読む。2時間ほどの各クラスでの話し合いの司会は各クラスの図書委員が行うことが多い。
- 7月
  - クラスマッチ
1日を使い様々な競技を行い、優勝を争う。クラスでの団結力や調和を高めるための行事。この行事にあわせてクラスTシャツを作るクラスが多い。
- 8月
  - 九里祭（又は9月初頭）
九里学園で一番大きな行事。夏休みの前後数日間（午後）を各クラスの準備期間としているが、夏休み中も学校へ来て準備するクラスもある。また、クラスだけでなく、文化系部活による発表や九里同窓会、図書委員会、保健委員会などによる発表も行われている。
- 9月
  - 創立記念式典・記念音楽会
創立記念式典後、プロの音楽家の演奏を聞く。
  - 終業式
2学期制度を取り入れているため、この時期に終業式が行われる。
- 10月
  - 体育祭
体育祭は、陸上競技場を借り行われ、100メートル走やジャベリック、綱引き、騎馬戦など様々な競技が行われる。
- 11月
  - 研修旅行（ユニバーサルコース2年男子・2年女子。プログレスコース2年。）
ユニバーサルコースの男子は2年時に自然と平和コースと日本と世界の平和を考えるコースの中から1つ選択する。ユニバーサルコース女子は2年時に国際理解コース、芸術文化コース、日本文化の源流コース、自然と人との関わりを考えるコース、日本と世界の平和を考えるコースの中から一つを選択し、それに応じてオーストラリア、東京、京都・奈良、沖縄にそれぞれ研修旅行に行く。例年国内は4 - 5日間、オーストラリアは2週間程度となっている。本来は女子高時代はすべて国内だった研修旅行の行き先を、共学化する際にオーストラリア研修に一本化する予定だった。しかし、共学化直前に入学した女子生徒の保護者達が、研修先が日本国外に変更になることによる積立金の値上げに難色を示したため、従来のものにオーストラリアを加えた選択制、という現在の形となった。

プログレスコースは2年時にハワイ研修。
- 12月
  - R.A.C校歓迎会
- 1月
  - （奨・特・推）入試
入学式同様、手伝い生徒と数人の先生が準備を行う。入試当日の受験者案内や受付なども生徒が行っている。
  - 百人一首カルタ大会
図書委員会が主催している。クラスで4人の選手を出し、トーナメント方式の源平戦で行われる。2009年に行われた大会では、史上初めて男子クラスが優勝した。
  - 一般入試
入学式同様、手伝い生徒と数人の先生が準備を行う。入試当日の受験者案内や受付なども生徒が行っている。
- 2月
  - 2年課題研究提出
課題研究は本校の特色の1つで、課題研究は研究する本人が内容を決める。形式としては大学の卒業論文に似ており、年度末に提出することで1単位認定される。本人の学習意欲を高めることが出来る。
- 3月
  - 卒業式

## 部活動
部活では、体育系、文化系あわせて20部以上ある。運動部ではインターハイの常連である陸上競技部や卓球部をはじめ、近年力をつけてきた野球部など活発な部活動が多い。文化系の部活では、イラストアニメ愛好会やダンス部、ボランティア活動を行うJRC部、茶道部など特色のある部活も多い。

## 主な卒業生
- 中村清美（歌手 「アツキヨ」のサインボーカル・ボーカル担当）

## 所在地
- 山形県米沢市門東町1-1-72 - 北緯37度54分26.3秒 東経140度6分36.4秒 / 北緯37.907306度 東経140.110111度

## 交通
- JR米坂線南米沢駅より徒歩18分
- JR米沢駅より山交バスで白布温泉行で「上杉神社前」下車徒歩2分